# Willem de Famars Testas
Willem de Famars Testas (Utrecht, 30 d'agost de 1834 – Arnhem, 24 de març de 1896), fou un pintor neerlandès del segle xix, especialitzat en orientalisme.

## Biografia
Segons l'RKD, va aprendre a pintar de Jacobus Everhardus Josephus van den Berg i va estudiar a l'Akademie van beeldende kunsten de la Haia, entre els anys 1853-1854. Va viatjar a Egipte entre 1858-1860, i s'estigué a Brussel·les entre 1872-1885. Fou membre de la societat d'artistes Schilder- en teekengenootschap Kunstliefde a Utrecht. La seva germana Marie Madelaine de Famars Testas també era pintora.